# Sonqor
Sonqor (en persa سنقر; també coneguda com a Sanghur o Súnqur) és el nom d'un districte i una ciutat de la província de Kermansah a l'Iran, entre Kangavar i Sanandaj. La rega el riu Dinawar afluent del Gamasab (Kharkha).

## Història
Apareix esmentada a l'edat mitjana en la ruta entre Dinawar i l'Azerbaidjan, prop de la primera (a uns 25 km); el districte fou segregat de Dinawar i agregat a Sisar. Hi passaven els peregrins que anaven de Tabriz a Kermansah per evitar el territori kurd de Sanandaj, i des de Sonqor s'arribava a Kirmanshah en un dia de camí. Al segle xiii s'hi van establir poblacions de turcs manades per un cop de nom Súnqur que va deixar el seu nom a la comarca i al poble. Súnqur estava "al servei dels mongols de Siraz" (no se sap a qui es refereix el cronista); amb els safàvides al segle xvi la situació no va variar gaire, però al segle xvii van començar a establir-se els kurds, que al començament del segle xviii van controlar el districte dirigits pel xeics de la tribu Kulyai, sent el primer Safi Khan. Els kans locals van governar al segle xviii i XIX; el 1798 el kan Alí Himmat Khan Kulyai amb el suport del seu germà Baba Khan va donar suport al pretendent Sulayman Khan, i Fat·h-Alí Khan els va fer matar; van conservar el poder fins vers el 1920, a través de vuit generacions des de Safi Khan.